# Hart bei Graz
Hart bei Graz (do 1986 Hart bei St. Peter) – gmina w Austrii, w kraju związkowym Styria, w powiecie Graz-Umgebung. Liczy 4540 mieszkańców (1 stycznia 2015).